# Monopoly (videojuego de 1997)
Monopoly es un videojuego de mesa y estrategia exclusivamente para la PlayStation, basado en el juego de mesa Monopoly, lanzado el 6 de noviembre de 1997. Desarrollado por Gremlin Interactive y distribuido por Hasbro Interactive, este título fue uno de los muchos inspirados en la propiedad. A pesar de utilizar el mismo diseño de caja que versión de Monopoly para PC en 1995, no es el mismo juego.

## Jugabilidad
El juego contiene una jugabilidad muy similar al juego de mesa en el que se basa, con varias tareas físicas reemplazadas por automatización y representaciones digitales.

## Recepción
PlayStation dijo que los gráficos del juego fueron "ejecutados con buen gusto", el tablero en sí estaba "representado con precisión" y que algunas de las representaciones pictóricas de las propiedades eran "humorísticas". Game Revolution lo describió como un "ganador" y "sólido", a pesar de no ser particularmente revolucionario. Mark Skorup de Gamezilla dijo que el título sería atractivo para los amantes del concepto Monopoly, pero no disfrutó de la complejidad que ofrece el juego de mesa Monopoly. El crítico Josh Smith de GameSpot escribió que el título era un juego novedoso con poco valor de repetición. Mark Kanarick de Allgame describió esta adaptación del juego de mesa como "simplista", y dijo que puede provocar aburrimiento debido a los largos tiempos de carga. IGN pensó que el juego era el tercero de una línea de juegos (Frogger, Transformers y Monopoly) que había calificado a Hasbro Interactive como un "nombre para evitar", al considerar la interfaz "innecesariamente compleja" y la IA " terrible".